# 尾関憲一
尾関 憲一（おぜき けんいち）は、日本のテレビプロデューサーである。日本放送協会に属するチーフプロデューサー（制作統括）である。
群馬県立太田高等学校を経て、1988年、早稲田大学教育学部国語国文学科を卒業。NHKに入局し放送総局編成制作、青森放送局、番組制作局ファミリー番組部、広島放送局、衛星放送局、制作局番組開発、制作局エンターテインメント番組部を経て、現在は人事異動にてNHKエンタープライズに移籍して、番組制作を担当している。

## 担当番組
演出
プロデューサー
- BSマンガ夜話（BS2）
- BSアニメ夜話（BS2)
- マンガノゲンバ（BS2)
- 熱中時間 忙中"趣味"あり（BS2)
- にっぽん熱中クラブ（BS2)
- ブラタモリ（NHK総合）
- 東京カワイイ★TV （NHK総合）2007年 - 年
- 落語ディーパー! 〜東出・一之輔の噺のはなし〜 製作統括